# Gilbertiodendron robynsianum
Gilbertiodendron robynsianum é uma espécie vegetal da família Fabaceae.
É endêmica da Costa do Marfim.
Está ameaçada por perda de habitat.